# Plagal tonart
Plagala tonarter (av grekiskans pla'gios, sned, åt sidan) kallas de fyra nya kyrkotonarterna, som på Gregorius I:s tid tillades såsom under- eller sidoordnade de fyra äldre "autentiska" tonarterna. De hade samma intervaller och sluttoner som dessa, men oktavomfånget var förskjutet en kvart lägre. Då en autentisk dorisk melodi därmed rörde sig inom omfånget d-d1, rörde sig en motsvarande plagala ("hypodorisk") i omfånget A-a, dock fortfarande med d som finalton (finalis). När på 1500-talet två nya autentiska tonarter tillades (på c och a), fick även dessa sina plagala motstycken (på g och e). Hela antalet kyrkotonarter blev därmed 12.